# Agrostis pallescens
Agrostis pallescens är en gräsart som beskrevs av Thomas Frederic Cheeseman. Agrostis pallescens ingår i släktet ven, och familjen gräs. Inga underarter finns listade i Catalogue of Life.